# Эзере (поместье)
Поместье Эзере (латыш. Ezeres muižas pils, нем. Gut Gross-Essern), также называемое поместьем Лиелэзере, — усадебный дом в исторической области Курляндии, на западе Латвии, недалеко от границы с Литвой. Здание, построенное в XVIII-XIX веках, является памятником архитектуры государственного значения.

## История
Территория усадьбы стала доменом Курляндского герцога Готхарда Кетлера в 1561 году,  после чего он отдал её в лен брату Иоганну. Раздел земли прошёл от Гриезе, где Иоганн Кетлер распорядился построить церковь, в которой с 1590 года началась служба.
Первоначальный усадебный дом Эзере (Lielezer Manor; Groß-Essern; Essern) был построен в 1750-х годах дворянским родом фон Берневиц. Позже он несколько раз реконструировался рядом владельцев.
В начале XVIII века Гриезе оставалось резиденцией священника, а Groß-Essern служил центром посёлка. В 1840 году началось строительство нового усадебного дома. Поместье купил крупный еврейский предприниматель из Санкт-Петербурга Людвиг фон Штиглиц. В 1843 году имущество унаследовал его сын – финансист, промышленник барон Александр фон Штиглиц. По его указанию в поместье на берегу реки Вадаксте был разбит живописный пейзажный парк, о котором напоминает гранитный валун с надписью "Властелин Вадаксте. 1845.–1855”. В парке находятся также чайный павильон и романтический мостик через речку Сусте.
В 1871 году земли вокруг поместья купил помещик, министр финансов России и премьер-министр Михаил Рейтерн, за четыре года до этого продавший Аляску Соединенным Американским штатам. Поскольку граф был бездетен, то купил поместье на имя мужа своей сестры, баронессы Юлии фон Нолькен (урождённой Рейтерн),  - ландмаршала Лифляндии Густава Фромхольда Нолькена, а также передал графский титул её сыну Волдемару фон Нолькену, который стал именоваться графом фон Рейтерном.  Барону Густаву Фромхольду Нолькену, шведу по происхождению, принадлежало ещё два поместья в Эстляндии и одно в Лифляндии.
Нолькены предпочитали жить в Риге, а в поместье процветало сельское хозяйство. Железная дорога обошла его стороной, так как барон решительно возражал. "Кто тогда будет работать на меня, если любой сможет ехать хоть куда в мире?" - рассуждал он. Поэтому железная дорога сделала поворот на Мажейки.
Михаил фон Рейтерн похоронен в Эзере в семейном склепе, сохранившемся до наших дней в собственности Нолькенов и под управлением их представителя Андреаса фон Нолькена - последний внук последнего владельца усадьбы барона Эдуарда фон Нолькена.
В 1905 году в волости бушевала революционная борьба. Многие её участники были расстреляны, несколько домов были сожжены. 25 крестьян ушли в "лесные братья", построив в лесу каменный погреб.  В 1906—1907 годах они были жестоко подавлены, хотя некоторые из партизан спаслись и пытались наладить связи с соседями-литовцами.
Во время Первой мировой войны эти места были оккупированы Германией. В ночь с 29 на 30 ноября 1918 года окрестная молодёжь решила создать партизанский отряд во главе с Фрицисом Динсбергом. Многим из его участников не было даже 18 лет.
23 января 1919 года к Эзере подошел 10-й латышский стрелковый полк РККА, с которым соединились партизаны. Был создан поселковый совет, который возглавили А. Бригис и Ф.Динсберг. В помещичьем доме разместился штаб полка. Местные жители отвечали за тыловое обеспечение и иногда привлекались к боям. 27 февраля посёлок был подвергнут бомбардировкам наступающих сил ландесвера и Железной дивизии. 6 марта они заняли Эзере, поселковый совет прекратил существование, часть его активистов ушли с 3-м латышским стрелковым полком РККА, часть - на защиту Елгавы, часть - в Литву.
В здании усадьбы была создана Государственная ферма по выращиванию семян.
С 1922 года в здании размещалась школа Эзере. Тогда это была 6-летняя начальная школа.
Осенью 1939 года в Эзере разместили военную базу РККА в соответствии с договором о взаимопомощи между СССР и Латвийской республикой.  Рядом с посёлком началось строительство аэродрома, который должен был стать одним из крупнейших в СССР, однако завершено оно не было.
В здании усадьбы советским генералом Иваном Баграмяном 9 мая 1945 г. была принята капитуляция группы армий «Курляндия» и таким образом прекращено сопротивление в Курляндском котле.
С 1952 года усадьба действует как средняя школа Эзере. В 1963 году школа была расширена за счет начальной школы, музыкального класса и спортзала.
С 1 сентября 2016 года решением собрания депутатов Салдусского районного совета от 25 февраля Эзереская средняя школа была преобразована в начальную школу.
При помощи средств европейского фонда в поместье была восстановлена экспозиция, связанная с событиями окончания Великой Отечественной войны.
В поместье сохранились построенная в 1812 году корчма, построенная в 1910 году мельница и спиртозавод, в здании хлева открыт Дом культуры.  Сохранилась также конюшня в стиле ампир, однако её кирпичные стены разрушаются. Несколько лет стоит без крыши и дом управляющего усадьбы, однако привлечь инвесторов для реновации усадьбы не удаётся. После ликвидации колхоза имущество было фактически разделено и разбазарено между арендаторами, которые привели его в негодность.